# Hilde Langer-Rühl

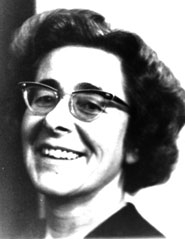
Hilde Langer-Rühl (1970)

Hilde Langer-Rühl (Hilde Winifred Rühl; * 17. Juni 1911 in Overijssel, Niederlande; † 3. Oktober 1990 in Wien) war eine niederländisch-österreichische Pianistin, Atemlehrerin und Begründerin der Atem-, Stimm- und Bewegungsschulung für Sänger und Instrumentalisten.

## Leben
Hilde Langer-Rühl studierte in Osnabrück Komposition sowie Klavier bei Wilhelm Kempff, Eduard Erdmann und Edwin Fischer. Sie bildete sich ebenfalls im Bereich Atemschulung bei Clara Schlaffhorst und Hedwig Andersen fort. Nach ihrer Heirat mit dem Literaturwissenschaftler Norbert Langer floh sie 1945 nach Aigen im Ennstal in die Steiermark, wo sie als Musikschullehrerin tätig war. Die Familie ließ sich in Bad Aussee nieder, wo auch die Kinder Cornelius und Dorothea zur Welt kamen. Sie wurde 1955 nach Wien an die Musikakademie gerufen, um dort zunächst hauptsächlich Klavier im Nebenfach zu unterrichten. 1960 bis 1976 unterrichtete sie hier das Hauptfach Atem- und Stimmkunde und gründete 1974 einen „Lehrgang für Atem-, Stimm- und Bewegungserziehung für Instrumentalisten“. 1976 wurde sie pensioniert, setzte aber die Lehrtätigkeit an der Hochschule für Musik und darstellende Kunst Wien bis 1987 fort, unterrichtete dann privat noch bis zu ihrem Tod 1990.

## Wirken
Hilde Langer-Rühl gilt als Pionierin auf dem Gebiete der Atem-, Stimm- und Körperarbeit vor allem für Musiker.
Ihre Arbeit beruhte auf folgenden Annahmen und Thesen:
- Beim Musizieren müssen die musikalischen Impulse vom Zwerchfell ausgehen, und zwar bei jedem Instrument. Dies untermauerte sie in zwei Filmen, die sie gemeinsam mit dem Wiener Lungenfacharzt Franz Muhar drehte.
- Nach einer (durch Stimme, Artikulation oder Körperbewegung) geführten Ausatmung erfolgt eine vertiefte unwillkürliche Einatmung.
- Nach einer geführten Ausatmung, die mit Explosivlaut abschließt, erfolgt diese Einatmung reflektorisch.
- Nur wenn der Musiker in Einklang mit seinen physischen Kompetenzen und gleichzeitig in Einklang mit der natürlichen Atembewegung ist, kann er die geistigen und gefühlsmäßigen Inhalte der Musik ausführen und hörbar machen.
- Ist der Körper durch Anlage oder Lebenswandel geschädigt, schlaff oder überspannt, so ermüdet er schnell, die Klangqualität leidet, Phrasierung und Artikulation gelingen nur halb.

Methode
Durch Atem- und Bewegungsschulung in Verbindung mit der Stimme suchte sie,
- den physischen Gesamtzustand ihrer Studenten zu verbessern
- ihren Tonus zu harmonisieren,
- die Körpermitte als Sitz des Zwerchfells und Kraftzentrum zu stärken, und so den Ausgangspunkt vieler musikalischer Impulse aus der Peripherie – den Händen, den Lippen – in die Körpermitte zu verlegen,
- die geistig-musikalischen Zugänge zum Werk zu verbessern.

Mittel dazu waren
- kräftigende und zentrierende Körperübungen, die sie teils selbst erfunden, teils von Schlaffhorst-Andersen übernommen hatte;
- Stimmübungen, die auf genaue Artikulation und Intonation abzielen und das Zwerchfell aktivieren,
- sowie die technische und künstlerische Arbeit am Instrument und am Werk, dessen detaillierte Analyse sie als gelernte Komponistin von jedem ihrer Schützlinge forderte.

Hilde Langer-Rühls Ansätze sind teils medizinisch-wissenschaftlich fundiert, liegen teils aber auch in den verschiedenen Einflüssen ihrer Zeit und ihren persönlichen Ausbildungswegen und Erfahrungen begründet. In der Kombination von Atem, Stimme, Körper und Instrument hat sie einen Ansatz gefunden, um Menschen zu einem entspannten, flexiblen, möglichst authentischen Spiel zu führen. Dieser Weg ist dadurch gekennzeichnet, dass der Musizierende als Wesen mit Stärken und Schwächen angesehen wird, deren Verbesserung in seinen eigenen Händen liegt: Durch die Mittel der Atemschulung, des Stimmeinsatzes, der kraftvollen Zentrierung des Körpers, geschicktem Handeln am Instrument und durch die intelligente Analyse des Werkes. Erst bei idealer Erfüllung all dieser Parameter kann das Musizieren den ganzen Menschen ergreifen. Ihre wissenschaftlichen Forschungsstudien gehören zu den ersten Arbeiten der später etablierten Musikermedizin und Musikphysiologie.
Über die Wirkung eines guten Unterrichtskonzeptes hinaus basierte der große Erfolg ihrer Arbeit auf ihrer zwar strengen, aber stets positiv unterstützenden Persönlichkeit, die sich intensiv für ihre Schützlinge und Studenten einsetzte. Dieses Beschützen ging teilweise über den normalen Rahmen des Schüler-Lehrer-Verhältnisses hinaus und erfasste oft auch den Privatbereich, für den sie Anweisungen für die richtige Schlafhaltung, die optimalen Maße von Kopfpolstern oder das richtige Atmen bei Alltagsverrichtungen erteilte.

## Publikationen
- Musik und Atem. In: Atem. Die Zeitschrift für Atempflege – Massage – Entspannung Moderne Gymnastik. 5. Jahrgang, Heft 2, 1963, Seite 1 ff.
- Neurasthenie, Atmung und Stimme. In: Atem. Die Zeitschrift für Atempflege – Massage – Entspannung Moderne Gymnastik. 7. Jahrgang, Heft 4, 1965, Seite 20 ff.
- Atmung und Stimme im Dienste der Psychologie, Stimmheilkunde und Musikerziehung. Nach einem Vortrag, gehalten beim internationalen Kongress der Universitäts-Professoren und Lektoren JAUPL in Wien, „Lehr- und Forschungsmethoden“ (6. bis 12. September 1965). In: Foliae Phoniatricae. Band 18, 1966, Seite 218 ff.
- Atem- und Bewegungshilfe für Alternde. In: Atem. Zeitschrift für Atempflege – Massage – Entspannung Moderne Gymnastik. 8. Jahrgang, Heft 2, 1966, Seite 13 ff.
- Lebenshilfe für alle über 50. In: Atem. Die Zeitschrift für Atempflege – Massage – Entspannung Moderne Gymnastik. 9. Jahrgang, Heft 4, 1967, Seite 12 ff.
- Atem und Stimme als Helfer zur Persönlichkeitsentfaltung und Gesundheit. In: Atem. Die Zeitschrift für Atempflege – Massage – Entspannung Moderne Gymnastik. 11. Jahrgang, Heft 2, 1969, Seite 18 ff.
- Wirbelsäule, Gelenke und Atmung. In: Atem. Die Zeitschrift für Atempflege – Massage – Entspannung Moderne Gymnastik. 12. Jahrgang, Heft 1, 1970, Seite 1 ff.
- Atemarbeit in der Musikerziehung. In: Atem. Die Zeitschrift für Atempflege – Massage – Entspannung Moderne Gymnastik. 14. Jahrgang, Heft 2, 1972, Seite 25 ff.
- Konzentration und Gleichgewicht der Kräfte bei der künstlerischen Leistung des Musikers. In: Musik-Erziehung. Jahrgang 29, Heft 2, 1975, Seite 67 ff.
- Leichter leben und besser arbeiten. In: Atem und Mensch. Heft 3, 1976, Seite 18 ff.
- Zum Andenken an Eduard Erdmann. In: Manfred Schlösser und Christof Bitter (Hrsg.): Begegnungen mit Eduard Erdmann. Agora Darmstadt, 1972

## Filme
- Zwerchfelldynamik beim Atmen, Singen und Musizieren. Hilde Langer-Rühl, Franz Muhar, Horst Coblenzer. Hersteller: BHWK (Wien), 1970. Veröffentlichung: BHWK (Wien), Vertrieb: IWF (Göttingen)
- Atemführung und Körperhaltung beim Musizieren. Hilde Langer-Rühl, Franz Muhar. Hersteller: Hochschule für Musik u. darstellende Kunst (Wien) 1980. Veröffentlichung: BHWK (Wien), Vertrieb: IWF (Göttingen)